# La noche más oscura (película)
La noche más oscura (Zero Dark Thirty en inglés) es una película estadounidense de 2012 del género suspenso, acerca de la labor de inteligencia previa y el asalto de las fuerzas de operaciones especiales que terminó con la muerte de Osama bin Laden. La película está dirigida por Kathryn Bigelow, con guion de Mark Boal, ambos asociados con The Hurt Locker, otro suspenso de acción militar. Está protagonizada por Jessica Chastain, Jason Clarke, Joel Edgerton, Chris Pratt, Jennifer Ehle, Mark Strong, Kyle Chandler y Édgar Ramírez. La película obtuvo cinco nominaciones a los premios Óscar de 2012 en las categorías de mejor película, mejor actriz (para Jessica Chastain), mejor guion original, mejor montaje y mejor edición de sonido, consiguiendo este último.

## Argumento
En 2003, Maya (Jessica Chastain) es una joven agente de la CIA que se ha pasado toda su breve carrera centrada únicamente en la inteligencia relacionada con el líder de Al Qaeda, Osama bin Laden (Ricky Sekhom). Maya ha sido reasignada a trabajar con Dan (Jason Clarke), un oficial de la embajada estadounidense en Pakistán. Durante los primeros meses de su asignación, Maya a menudo acompaña a Dan a un «lugar negro» (centro de torturas) para su interrogatorio continuo con Ammar (Reda Kateb), un detenido con enlaces a varios terroristas saudíes. Dan lo somete a tortura y humillación, y él y Maya finalmente le hacen truco a Ammar para que divulgue que un viejo conocido, con el alias de Abu Ahmed al-Kuwaiti, está trabajando como mensajero personal de Bin Laden. Otros detenidos corroboran esto, con algunos que dicen que entrega los mensajes entre Bin Laden y Abu Faraj al-Libbi. Poco después de los atentados de Londres de 2005, Abu Faraj es detenido por la CIA y la policía local en Pakistán. Maya interroga a Abu Faraj y lo somete a torturas, pero él sigue negando saber nada acerca de un correo con ese nombre. Esto es interpretado por Maya como que Abu Faraj está tratando de ocultar la verdadera importancia de Abu Ahmed.
Maya investiga a Abu Ahmed durante los siguientes cinco años, decidida a utilizarlo para encontrar a Bin Laden. A lo largo de ese período, ella sobrevive al bombardeo contra el Hotel Marriott en Islamabad (en 2008), así como a un ataque a su vida fuera de la embajada por parte de armadas pakistaníes antiestadounidenses. Su amiga y compañera oficial, Jessica (Jennifer Ehle), es asesinada en el atentado contra la base Chapman (en 2009). Un detenido luego afirma que el hombre de una fotografía previamente identificado por otro detenido como Abu Ahmed es un hombre que él personalmente enterró después de la batalla de Tora Bora (hacía ocho años). Una analista de la CIA investiga archivos marroquíes de inteligencia, y sugiere a Maya que Abu Ahmed se llama en realidad Ibrahim Sayeed. Maya está de acuerdo y contacta a Dan, que ahora trabaja en la sede de la CIA. Maya teoriza que la fotografía de Abu Ahmed en poder de la CIA era en realidad del hermano de Ibrahim Sayeed, quien fue asesinado en Tora Bora y tenía parecido con Ibrahim. Dan utiliza fondos de la CIA para comprarle un Lamborghini a un hombre de negocios de Kuwait a cambio de que suministre el número de teléfono de la madre de Sayeed. Las llamadas a la madre son entonces rastreadas, y el uso de una llamada particular de Tradecraft para evitar ser capturado en persona conduce a Maya a creer que quien llama es Abu Ahmed. Numerosos agentes de la CIA finalmente lo localizan en su vehículo y lo siguen por un gran complejo suburbano en Abbottabad (Pakistán).
El complejo es sometido a estrecha vigilancia durante varios meses, pero la presencia de Bin Laden no puede ser probada directamente. Mientras tanto, el presidente de las tareas de asesor de seguridad nacional de la CIA estudia un plan para capturar o matar a Bin Laden, en caso de estar ahí: utilizar dos helicópteros furtivos desarrollados en el Área 51 para entrar secretamente en Pakistán llevando operadores especiales del Grupo de Desarrollo de Guerra Naval Especial de los Estados Unidos para que puedan llevar a cabo una incursión militar en el recinto. Antes de la conferencia del presidente Barack Obama, el director de la CIA Leon Panetta (James Gandolfini) celebra una reunión donde sus funcionarios evalúan que hay solo un 60% de posibilidades de que Bin Laden viva en dicho complejo. Maya afirma con seguridad que la probabilidad es de 100%. El ataque es aprobado, y se lleva a cabo el 2 de mayo de 2011. Los SEAL encuentran a Bin Laden en el nivel superior del complejo y le disparan a matar. Llevan su cuerpo a una base estadounidense en Yalalabad (Afganistán), donde Maya lo espera. Ella comprueba la autenticidad del cuerpo y visualmente confirma que es Bin Laden. Luego se ve a Maya subiendo a un avión militar C-130 como único pasajero. A medida que la rampa de carga se cierra y el avión se prepara para el despegue, Maya empieza a llorar.

## Reparto
- Jessica Chastain como Maya, oficial de la CIA
- Jason Clarke como Dan, agente torturador de la CIA
- Reda Kateb como Ammar, víctima de la CIA
- Jennifer Ehle como Jessica, oficial de la CIA
- Édgar Ramírez como Larry, militar de la CIA
- Taylor Kinney como Jared, U.S. Navy SEAL
- Stephen Dillane como un consejero de Seguridad Nacional
- Mark Strong como George, jefe de la CIA en Pakistán
- Fares Fares como Hakim, agente de actividades especiales de la CIA
- Kyle Chandler como Joseph Bradley, jefe de estación en Islamabad
- Mark Duplass como Steve, analista de la CIA
- Harold Perrineau como Jack
- James Gandolfini como el director de la CIA
- Scott Adkins como John.
- Chris Pratt como Justin, U.S. Navy SEAL
- Joel Edgerton como Patrick
- Mark Valley como el piloto del Hercules C-130
- Fredric Lehne como "el Lobo" (The Wolf)
- Frank Grillo como el comandante del escuadrón rojo
- Ricky Sekhon como Osama bin Laden
- John Barrowman como Jeremy
- Christopher Stanley como el vicealmirante Bill McCraven
- Jessie Collins como Debbie

## Producción

### Título
Inicialmente la película fue referida como Untitled Kathryn Bigelow Osama bin Laden Film o Untitled International Thriller, y a veces como Kill Bin Laden o Hunt.
Finalmente varias fuentes informaron de que se titularía Zero Dark Thirty.

### Rodaje
El rodaje de la película se localizó en Chandigarh, India. Algunas partes de Chandigarh se convirtieron en Lahore y Abbottabad, Pakistán, donde Osama bin Laden fue encontrado y asesinado en mayo de 2011. Hubo informes de protestas de derechistas indios en contra de que se recrearan zonas de Pakistán en la India.

## Premios y nominaciones
| Año  | Premio                           | Categoría               | Nominado(s)                                                                                    | Resultado | Ref.          |
| ---- | -------------------------------- | ----------------------- | ---------------------------------------------------------------------------------------------- | --------- | ------------- |
| 2013 | Premios Óscar                    | Mejor película          | Mejor película                                                                                 | Nominada  | [ 12 ] [ 13 ] |
| 2013 | Premios Óscar                    | Mejor actriz            | Jessica Chastain                                                                               | Nominada  | [ 12 ] [ 13 ] |
| 2013 | Premios Óscar                    | Mejor guion original    | Mark Boal                                                                                      | Nominado  | [ 12 ] [ 13 ] |
| 2013 | Premios Óscar                    | Mejor montaje o edición | Dylan Tichenor, William Goldenberg                                                             | Nominados | [ 12 ] [ 13 ] |
| 2013 | Premios Óscar                    | Mejor edición de sonido | Paul N. J. Ottosson (ex-æquo) (compartido con Per Hallberg y Karen Baker Landers por Skyfall). | Ganador   | [ 12 ] [ 13 ] |
| 2013 | Premios Globo de Oro             | Mejor película – Drama  | Mejor película – Drama                                                                         | Nominada  | [ 14 ]        |
| 2013 | Premios Globo de Oro             | Mejor director(a)       | Kathryn Bigelow                                                                                | Nominada  | [ 14 ]        |
| 2013 | Premios Globo de Oro             | Mejor actriz – Drama    | Jessica Chastain                                                                               | Ganadora  | [ 14 ]        |
| 2013 | Premios Globo de Oro             | Mejor guion             | Mark Boal                                                                                      | Nominado  | [ 14 ]        |
| 2013 | Premios del Sindicato de Actores | Mejor actriz            | Jessica Chastain                                                                               | Nominada  | [ 15 ]        |
| 2013 | Premios BAFTA                    | Mejor película          | Mejor película                                                                                 | Nominada  | [ 16 ]        |
| 2013 | Premios BAFTA                    | Mejor director(a)       | Kathryn Bigelow                                                                                | Nominado  | [ 16 ]        |
| 2013 | Premios BAFTA                    | Mejor actriz            | Jessica Chastain                                                                               | Nominada  | [ 16 ]        |
| 2013 | Premios BAFTA                    | Mejor guion original    | Mark Boal                                                                                      | Nominado  | [ 16 ]        |
| 2013 | Premios BAFTA                    | Mejor montaje o edición | Dylan Tichenor, William Goldenberg                                                             | Nominados | [ 16 ]        |